# Piapara
Der Piapara (Leporinus obtusidens, Syn.: Curimatus obtusidens) gehört zu den Salmlerartigen und Strahlenflossern. Er ist in den Flüssen Brasiliens, Argentiniens, Paraguays und Uruguays weit verbreitet.

## Namen
Der Piapara wird in Brasilien auch Piava oder Piaú genannt. In Argentinien ist er unter dem Namen Boga oder Bogón geläufig.
Zu ihren Verwandten gehören der Aracu (Leporinus klausewitzi) im Amazonasbecken, die Piaús (Leporinus steindachneri Eigenmann, 1907) im Einzugsbereich der Flüsse Rio Araguaia, Rio Tocantins, Rio Paraná  und São Francisco und die als Piavuçu und Piava bezeichneten lokalen Unterarten.

## Verbreitung
Sein Hauptverbreitungsgebiet erstreckt sich auf das Flussbecken des Rio Paraná, Río de la Plata, Río Uruguay und Rio São Francisco im östlichen Brasilien.

## Morphologie
Leporinus obtusidens besitzt einen länglichen Körper und einen verhältnismäßig kleinen Kopf. Die kleinen nagetierartigen Zähne gaben der Gattung den Namen Leporinus, hasenartig. Die Juvenilform zeigt an den silberfarbenen Flanken häufig dunkle Flecken, die sich mit zunehmendem Alter verlieren. Sie werden zwischen 40 und 80 Zentimeter lang und im Rio de la Plata in Ausnahmefällen bis 8 Kilogramm schwer.

## Lebensweise
Der Pipara lebt als Schwarmfisch im Süßwasser der subtropisch bis tropischen Klimazone benthopelagisch und potamodrom.
Im Flusssystem des Rio de la Plata kommt die Art im ufernahen Bereich von Flüssen, Altarmen, Überschwemmungsauen, Seen, Einmündungen sehr häufig vor.
Leporinus obtusidens ernährt sich omnivor von Algen, Wasserpflanzen, kleinen Krustentieren, Wasserschnecken, Wasserinsekten und Pflanzensamen. In der Nähe von Flusshäfen gewöhnen sich die Fische auch an Getreidesaat, die beim Löschen der Frachtschiffe von Bord fällt. Zu ihren Feinden gehören Raubfische wie die Antennenwelse Pseudoplatystoma fasciatum und Pseudoplatystoma corruscans und teilweise für Jungfische auch der Barbensalmler Prochilodus lineatus.
Die Geschlechtsreife erreicht er bei einer Länge von ca. 10 bis 20 Zentimetern und laicht in großer Zahl ab.
Als Wanderfisch auf dem Weg zu seinen Laichgründen überwindet der Piapara weite Distanzen. An einem Damm in Minas Gerais/Brasilien stellte man fest, dass die Schwimmblase der Fische durch das Betreiben hydroelektrischer Anlagen stark beschädigt und damit der Bestand der Tiere gefährdet wird.

## Nutzung
Der Piapara gehört zu den beliebten Speisefischen, der aufgrund seines schnellen Wachstums auch in Teichwirtschaften und Aquakulturen gehalten werden kann. Sein Sperma wird teilweise in Genbanken konserviert. Außerdem ist der Piapara ein Sportfisch, der mit Naturködern wie grünem oder gequollenem Mais, Teig oder Schnecken gefangen wird.